# 葛城稚犬養網田
葛城稚犬養網田（かつらぎ の わかいぬかい の あみた、生没年不詳）は、飛鳥時代の貴族。

## 経歴
出自の稚犬養氏は天火明命の子孫といい、建多乎利命が祖であると伝わる。尾張国造（尾張氏）の祖系は葛城国造の娘を度々迎えており、「葛城」は居住地と思われる。県犬養氏・海犬養氏らと共に宮廷の護衛も担当した。
大臣の蘇我入鹿誅滅のために、葛城中大兄皇子（のちの天智天皇）に接触した中臣鎌子は皇極天皇3年（644年）1月、皇子に武勇強断で大事を図るに足る人物だとして、二人の人物を推挙した。一人は佐伯連子麻呂(さえき の むらじ こまろ)であり、もう一人が葛城稚犬養連網田である。
翌皇極天皇4年（645年）6月に蘇我入鹿暗殺に参加する。暗殺の場となる大極殿（大安殿、おおあんどの）で、海犬養連勝麻呂（あまのいぬかい の むらじ かつまろ）より箱にはいった剣を授けられ、「努力努力（ゆめゆめ）急須（あからさま）に斬るべし」と伝言される。子麻呂と網田は水で飯を流し込もうとしたが、緊張と恐怖で嘔吐してしまった、という。
中大兄皇子らと共に、不意に飛び出して、中大兄が入鹿の頭と肩を切り、子麻呂が一本の脚を傷つけた。網田は子麻呂と共に入鹿にとどめをさした（乙巳の変）。
或人は、皇極天皇3年6月の三首の謡歌（わざうた）のうち、三首目の和歌「小林(おばやし)に　我を引入(ひきれ)て　姧(せ)し人の　面(おもて)も知らず　家も知らずも」を「子麻呂と網田の二人によって、宮中で入鹿が殺される予兆であった」と評した。
以上が『書紀』における葛城稚犬養網田の登場場面であり、佐伯子麻呂とは異なり、彼の場合はその後の活躍や、乙巳の変における功労を称えられたとする記述が見あたらない。ただ、子孫とみられる稚犬養連氏は、県犬養連氏・海犬養連氏らと共に、天武天皇13年(西暦685年)に宿禰の姓を与えられている。

## 関連作品
テレビドラマ
- 『大化改新』 2005年、NHK、演：安田善紀

## 参考資料
- 『コンサイス日本人名辞典 改訂新版』（三省堂、1993年） p335
- 『日本書紀』（四）巻第二十四、皇極天皇 p216－234、p402－p403補注、（五）巻第二十九、天武天皇 p198－204、p365補注（岩波文庫、1995年）